# 大春日沢主
大春日 沢主（おおかすが の さわぬし、生没年不詳）は、平安時代前期の貴族。姓は朝臣。

## 経歴
貞観4年（862年）1月、散位で従五位下に昇叙。
同7年（865年）5月、勘解由次官に任じ、同9年（867年）1月、丹後守に転じた。

## 官歴
『日本三代実録』による。
- 貞観4年（862年）1月7日：見散位。従五位下
- 貞観7年（865年）5月16日：見散位。勘解由次官
- 貞観9年（867年）1月12日：丹後守